# Виничка Вас
Виничка Вас (словен. Vinička vas) — поселення в общині Ленарт, Подравський регіон‎, Словенія.